# Claude Deruet

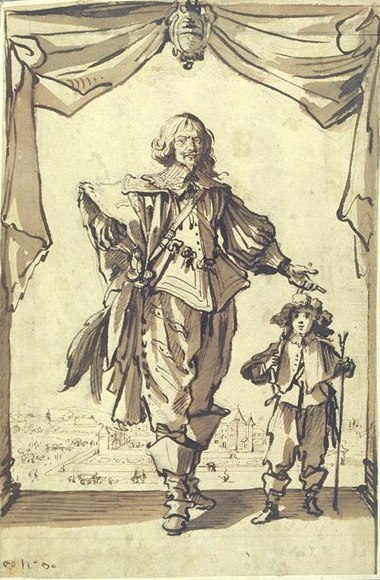
Porträt Claude Deruets von Jacques Callot im Louvre

Claude Deruet (* ca. 1588; † 1660) war ein lothringischer Maler des Barocks.

## Leben

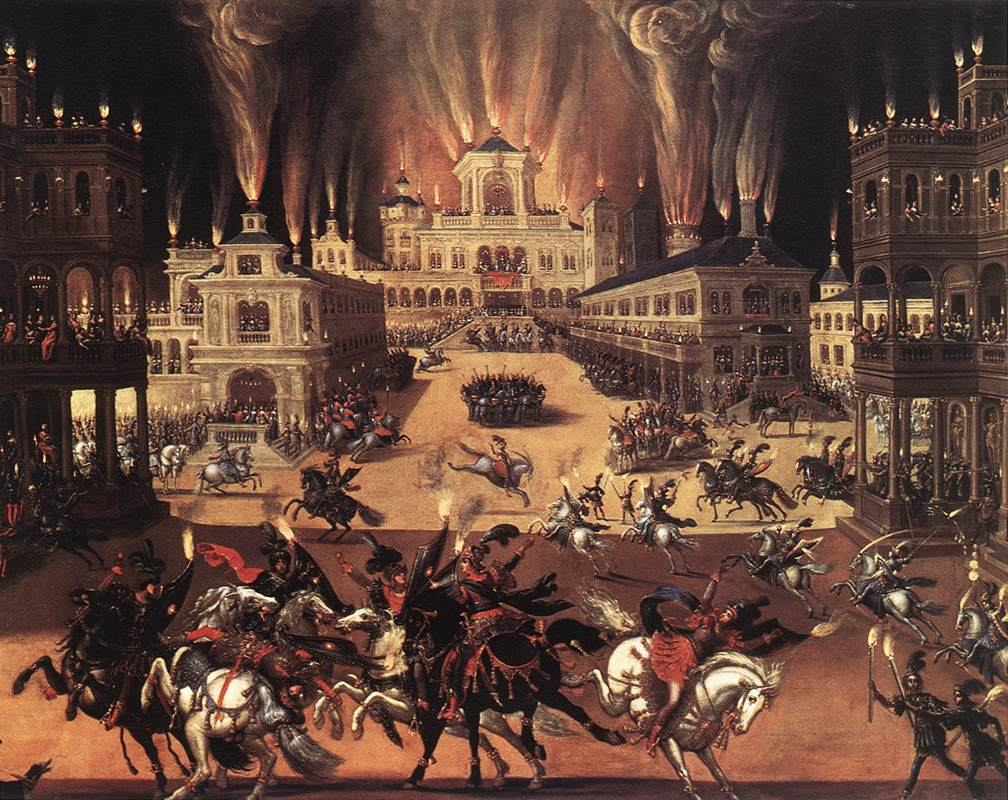
Claude Deruet: Feuer, vor 1642, aus einer Serie von Gemälden zu den vier Elementen, Musée des beaux-arts d’Orléans

Deruet war ein Schüler von Jacques Bellange, dem Hofmaler des Herzogs Karl III. von Lothringen. Er hielt sich von ca. 1612 bis 1619 in Rom auf, wo er laut André Félibien (1685) bei Antonio Tempesta studierte. Außerdem malte er, wie Archivalien bezeugen, als Helfer von Giuseppe Cesari Fresken im Casino Montalto der Villa Lante in Bagnaia. In Rom porträtierte er 1615 den in Europa weilenden Samurai Hasekura Tsunenaga und freskierte die Privatkapelle des Scipione Caffarelli Borghese in der Villa Borghese auf dem Pincio. Der in Rom ansässige Kupferstecher und Graphikverleger Philippe Thomassin führte verschiedene Drucke nach Vorzeichnungen von Deruet aus. Als eines der wichtigsten erhaltenen Gemälde von Deruet aus der Zeit nach seiner Rückkehr nach Lothringen gilt das heute in der Alten Pinakothek der Bayerischen Staatsgemäldesammlungen befindliche Bild Raub der Sabinerinnen.
1621 wurde Deruet durch Herzog Heinrich II. von Lothringen in den Adelsstand erhoben. 1625 war Claude Lorrain für ein Jahr Deruets Schüler. Das hohe Ansehen Deruets äußert sich unter anderem auch darin, dass der französische König Ludwig XIII. und die Königin während der ganzen Zeit ihres Besuches in Nancy 1633 in dessen Haus wohnten. 1645 schlug ihn der französische König zum Ritter im Michaelsorden. Das erhaltene Nachlassinventar Deruets belegt, dass er eine umfangreiche Kunstsammlung besaß. Jacques Callot stach ein Porträt von Deruet; die eigenhändige Vorzeichnung dazu hat sich im Louvre erhalten.

## Werke (Auszug)
- Ludwig XIII., Richelieu und Gaston d’Orléans vor dem belagerten La Rochelle, 1627, Öl auf Leinwand, 140 × 168 cm, Chancellerie des Universités, Paris[1]